# Замфира (Прахова)
Замфира (рум. Zamfira) насеље је у Румунији у округу Прахова у општини Липанешти. Oпштина се налази на надморској висини од 225 m.

## Становништво
Према подацима из 2002. године у насељу је живело 673 становника, од којих су сви румунске националности.